# Maesha Saadi
Maesha Saadi (* 16. Januar 2007 in Vienne, Frankreich) ist eine komorische Schwimmerin.

## Sport
Saadi, die in Frankreich geboren und aufgewachsen ist, gab ihr Debüt auf der internationalen Schwimmszene unter der komorischen Flagge bei den Weltmeisterschaften 2022 in Budapest im Alter von nur 15 Jahren. Sie schwamm in den Qualifikationsläufen über 50 Meter Freistil und belegte mit einer Zeit von 35,26 s den 81. Platz in der Gesamtwertung. Ein Jahr später, bei den Weltmeisterschaften in Fukuoka, gelang ihr in der gleichen Disziplin eine Verbesserung ihres persönlichen Rekords um knapp 2,5 Sekunden, was dort jedoch dennoch nur für den 94. Platz im Wettkampf reichte.
Saadi nahm an den Olympischen Sommerspielen 2024 in Paris dank einer Einladung teil. Sie trat im Wettkampf über 50 m Freistil an und belegte Rang 57. Zusammen mit Hachim Maaroufou diente Saadi auch als Fahnenträgerin be der Eröffnungs- und Abschlusszeremonie.